# Modesto Bonato
Modesto Bonato (Asiago, 1812 – Padova, 1902) è stato un abate, storico e scrittore italiano.

## Biografia
I primi studi scolastici li svolse proprio nel capoluogo altopianese, continuò gli studi classici nel Seminario vescovile di Padova dove ebbe come maestro Stefano Agostini, anche lui altopianese (di Enego) ed autore del De usibus et moribus septem comunium. Terminati gli studi di filosofia e di teologia divenne sacerdote e si dedicò subito all'insegnamento.

Dedicò come l'Abate Agostino Dal Pozzo le sue energie più profonde alla realizzazione della monumentale opera Storia dei Sette Comuni e Contrade annesse, dalla loro origine sino alla caduta della Veneta Repubblica: l'opera è composta da cinque volumi, pubblicati a Padova tra il 1857 e il 1893, fece poi seguito una pubblicazione di otto trattati speciali che videro la pubblicazione solo dopo la sua morte, infatti furono pubblicati tra il 1902 ed il 1905. Recentemente l'Istituto di Cultura Cimbra di Roana ne ha pubblicati altri sette. 
Dopo la sua morte le sue spoglie furono portate ad Asiago con grandi onori.